# Lipocarpha robinsonii
Lipocarpha robinsonii là loài thực vật có hoa trong họ Cói. Loài này được J.Raynal mô tả khoa học đầu tiên năm 1967.